# Burning Man

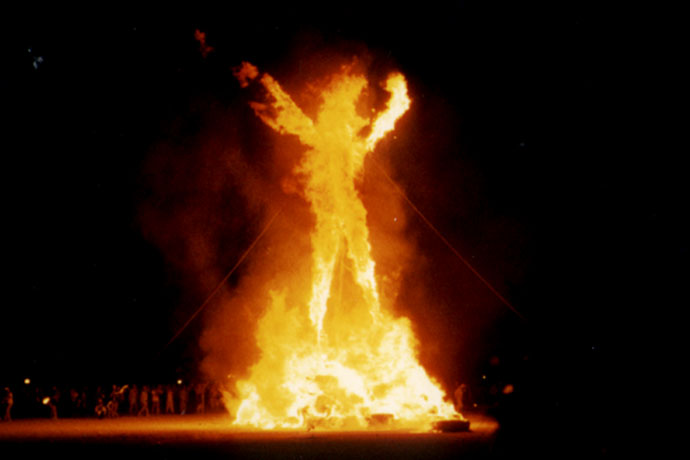
Burning man 2004.

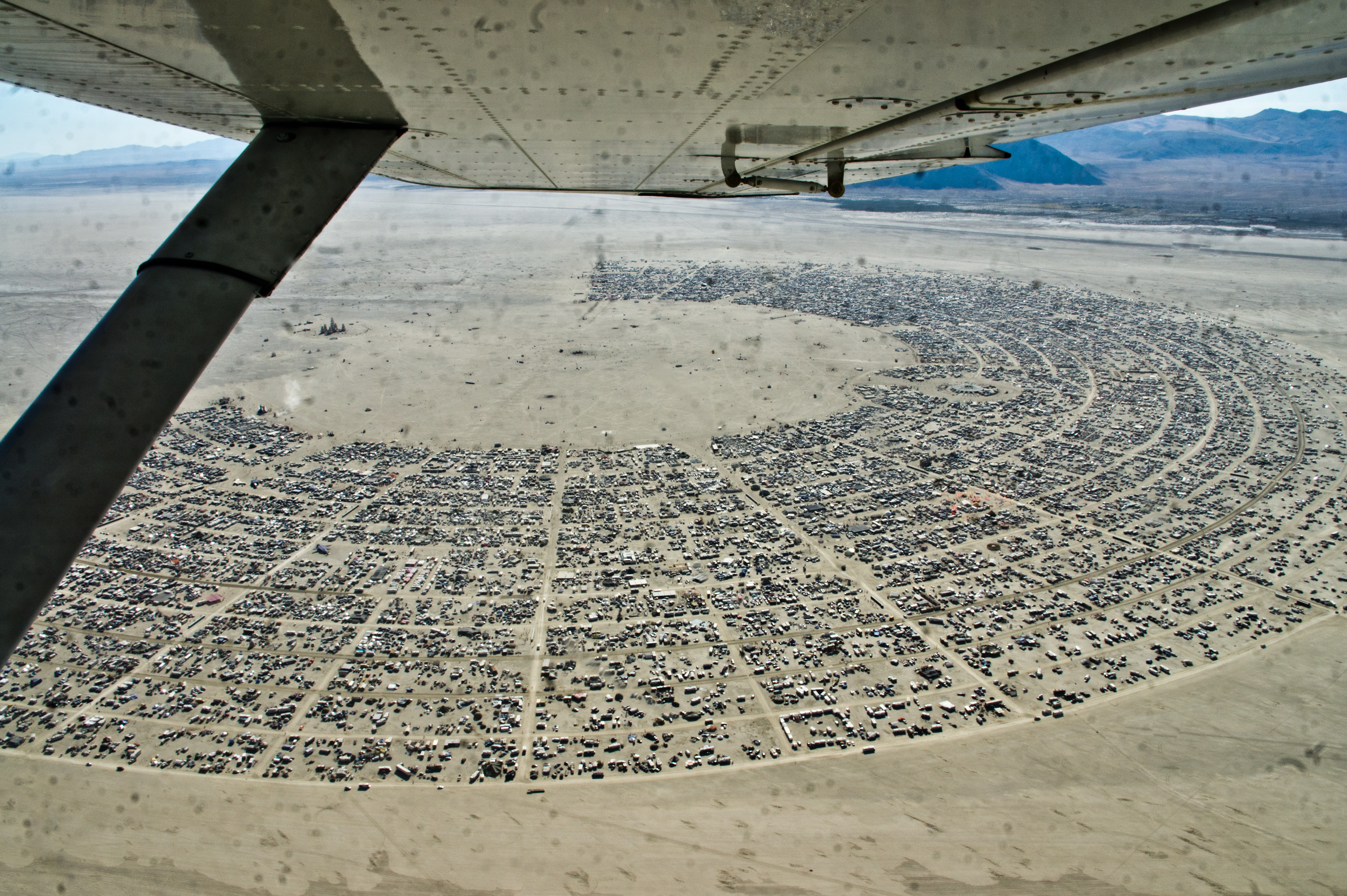
Flygfoto av Black Rock City (festivalområdet) 2011.

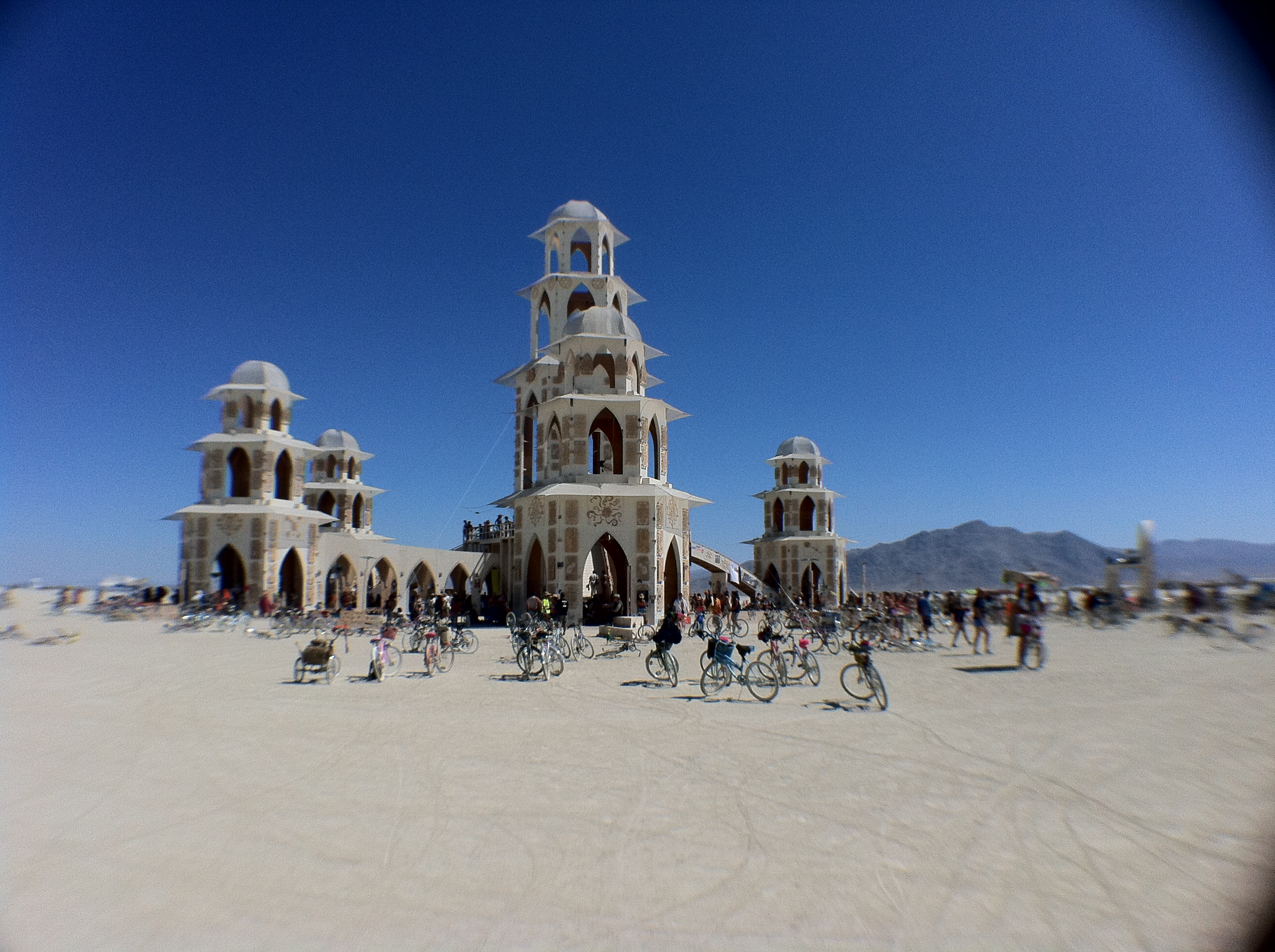
The exterior of the Temple of Transition (2011).

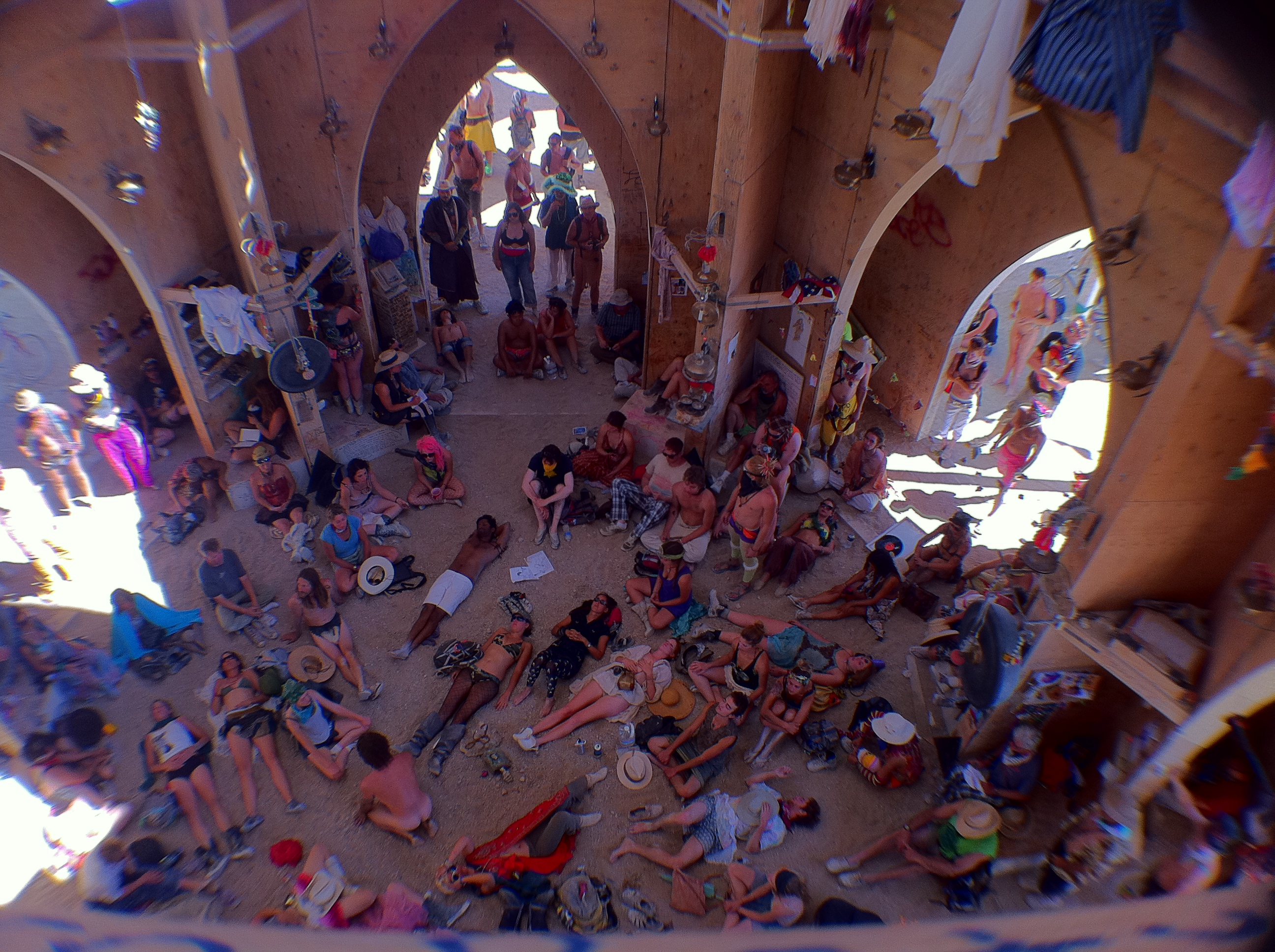
The interior of the Temple of Transition (2011).

Logotypen för Burning Man.

Burning Man är ett veckolångt årligt evenemang i Black Rock Desert i Pershing County i norra Nevada, USA. 
Burning Man pågår under veckan som leder fram till den amerikanska högtiden Labor Day vid månadsskiftet augusti–september. Burning man började 1986 i San Franciscos Baker Beach men flyttade 1991 till Black Rock Desert. Namnet kommer från det rituella brännandet av en stor människofigur i trä som varje år äger rum på lördagskvällen.
Evenemanget bygger på deltagarkultur och allt innehåll, från byggnader och konstinstallationer till workshops och konserter är skapat av besökarna själva. 
År 2014 hade Burning Man cirka 65 000 deltagare.
År 2019 ställde journalisten och fotografen Mattias Löw och författaren Reshma Mansuri Löw ut fotografier och poesi från Burning Man på Konsthallen Passagen i Linköping. Utställningens titel var "Aatman - The Universal Spirit".
Sedan 2007 hålls årligen en regional motsvarighet, AfrikaBurn, i Tankwa Karoo i Sydafrika, med omkring 10 000 deltagare 2014.

## Black Rock City
Black Rock City, ofta förkortat BRC, är den temporära stad som skapas av deltagarna på Burning Man. Mycket av den generella stadsplaneringen görs av volontärer som ofta bor i området i flera veckor före evenemanget. Staden själv består av byggnader, temaläger, konstinstallationer och campingplatser skapade av deltagarna.
Black Rock City har också en egen temporär flygplats för privatflyg.